# Thibaudylla
Genre
Thibaudylla est un genre de collemboles de la famille des Hypogastruridae.

## Liste des espèces
Selon Checklist of the Collembola of the World (version du 16 novembre 2019) :
- Thibaudylla anniae (Najt & Weiner, 1991)
- Thibaudylla danieleae (Deharveng & Najt, 1988)
- Thibaudylla palpata (Deharveng & Najt, 1988)
- Thibaudylla thibaudi (Massoud, 1965)

## Étymologie
Ce genre est nommé en l'honneur de Jean-Marc Thibaud.

## Publication originale
- Najt & Weiner, 1997 : Collembola Poduromorpha de Nouvelle-Calédonie. Zoologia Neocaledonica, Vol. 4. Mémoires du Muséum National d'Histoire Naturelle, vol. 171, p. 9-44 (texte intégral).